# Vacanza studio
La vacanza studio è un viaggio che un individuo intraprende verso un paese estero con il fine di migliorare o approfondire la conoscenza di una lingua straniera sfruttando forme di immersione linguistica. Dura dalle 2 alle 4 settimane e si effettua, di norma, nei mesi estivi (giugno, luglio o agosto), durante i quali è sospeso la frequenza richiesta dall'obbligo scolastico.

## Organizzazione
La vacanza studio è di solito destinata a ragazzi adolescenti che, essendo minorenni, vengono seguiti da personale adulto durante tutta la durata del soggiorno all'estero e può esser considerata come un pacchetto che, nonostante possa cambiare sensibilmente secondo l'azienda che offre tale prodotto, in linea di massima consiste in:
- viaggio di andata e ritorno da un aeroporto di partenza nel paese di origine ad uno di destinazione nel paese dove si terrà il corso;
- trasferimento a e dall'alloggio da e all'aeroporto;
- corso della lingua scelta da effettuarsi in strutture appositamente adibite; esistono corsi base, medi, avanzati, intensivi, che si differenziano per il numero di ore di lezione e il livello di studio della lingua;
- soggiorno, che può essere una sistemazione presso una famiglia ospitante, in strutture alberghiere, in Club dell'azienda organizzatrice della vacanza studio, in college, in residenze;
- vitto, fornito in base alla tipologia di alloggio, con trattamento di mezza pensione o pensione completa;
- assistenza da parte di un accompagnatore che si fa carico del gruppo di studenti e di qualsiasi problema sorga durante la vacanza;
- assicurazione.

### Attività collaterali
Molte tra le numerose aziende che organizzano le vacanze studio includono nel prezzo del corso anche numerose attività, gite, escursioni, entrate a musei, istituti, monumenti, da effettuarsi nel tempo lasciato libero dalle lezioni quotidiane e nei fine settimana. Queste attività potenziano l'immersione linguistica  e l'utilizzo della lingua studiata, permettono la socializzazione con studenti di altri paesi e consentono di entrare in contatto con la cultura, gli usi e le tradizioni del paese ospitante. 

## Destinazioni
Le destinazioni più gettonate sono il Regno Unito, soprattutto l'Inghilterra, ma anche Irlanda del Nord e Scozia per studiare inglese; col tempo si sono sviluppate anche numerose vacanze studio verso gli Stati Uniti, il Canada, l'Australia e la Repubblica d'Irlanda come mete anglofone, mentre da sempre Malta costituisce un'altra destinazione dove imparare inglese. Numerose sono anche le vacanze studio per apprendere o migliorare altre lingue, come lo spagnolo (meta privilegiata è la Spagna), il francese (Francia), tedesco (con destinazione Germania e Austria).